# Petrus I. (Metten)
Petrus (Peter) I. OSB († 1. Juli 1427 in Metten) war ein deutscher Benediktiner in Kloster Oberalteich und später Abt in Kloster Metten.

## Biographie
Da sich beim Tod des Abtes Altmann von Degenberg unter den Konventualen des Klosters offensichtlich kein geeigneter Kandidat als Nachfolger fand, postulierte man bei der Wahl am 31. Dezember 1388 als neuen Abt den Mönch Petrus aus dem benachbarten Benediktinerkloster Oberalteich. Die Postulation wurde von Herzog Albrecht II. von Straubing-Holland und Bischof Johann I. von Regensburg bestätigt und Petrus am 10. Januar 1389 zum Abt von Metten geweiht. Neben dem geistlichen Zustand stand es beim Amtsantritt des neuen Abts auch um die wirtschaftlichen Verhältnisse des Klosters nicht zum Besten. Dies zeigt das erhaltene Inventar, das der Abt bei der Übernahme der Leitung des Klosters entsprechend den kanonischen Vorschriften anfertigte. Fromme Stiftungen umliegender Adelsfamilien trugen zu einer Besserung der wirtschaftlichen Situation des Klosters bei. Zur Sicherung der rechtlichen Belange des Klosters bemühte sich Abt Petrus bei den zuständigen bischöflichen und kaiserlichen Stellen um eine Bestätigung und Beglaubigung der vorhandenen alten Urkunden. Abt Petrus soll außerdem eine Chronik des Klosters verfasst haben.
Abt Petrus war auch um eine Erneuerung des religiösen Leben im Kloster bemüht. Unter ihm wurden mit den Benediktinerklöstern Ossiach, Millstatt, Vornbach und Mondsee Gebetsverbrüderungen geschlossen. Ein Gebetsbund wurde außerdem mit den Dominikanern in Nürnberg und der Provinz der Augustinereremiten eingegangen. Von Abt Gallus von Oberalteich erhielt Abt Petrus ein Kreuzpartikel für das Kloster Metten, die im 18. Jahrhundert in die von der Abtei betreute Wallfahrtskirche zum Heiligen Kreuz in Loh übertragen wurde (1728). Im Kreuzgang des Klosters ließ der Abt je eine Kapelle zu Ehren der Heiligsten Dreifaltigkeit und der Gottesmutter erbauen (beide bei der Erweiterung der Klosterbauten im 17. Jahrhundert beseitigt). Im Hof des Klosters ließ er eine Kapelle zu Ehren des Leidens Christi errichten (die ebenfalls nicht mehr vorhanden ist). Diese Baumaßnahmen dokumentieren die wirtschaftliche und geistliche Konsolidierung des Klosters. Die Strenge des Abtes führte allerdings zu Spannungen mit einigen Mönchen in Metten, die deshalb um die Erlaubnis zum Übertritt in andere Klöster nachsuchten.
Die geistliche Blüte des Klosters unter Abt Petrus dokumentieren zwei unter ihm 1414/1415 für das Kloster Metten angefertigte kostbare Handschriften, die bei der Säkularisation 1803 nach München kamen und heute in der dortigen Staatsbibliothek verwahrt werden. Die eine Handschrift enthält die Regel des Hl. Benedikt mit einer altdeutschen Übersetzung (BSB clm 8201 d), die andere enthält neben den Evangelien und einer „Armenbibel“ die Schrift De laudibus sanctae crucis des Rhabanus Maurus mit ihren Figurengedichten (BSB clm 8201). Beide Handschriften sind mit zahlreichen Miniaturen geschmückt.